# Іраклій Дзнеладзе
Дзнеладзе Іраклій (груз.ირაკლი ძნელაძე; нар. 10.05.1968) — грузинський полковник, начальник Об'єднаного Штабу Збройних сил Грузії (2012–2013).

## Життєпис
Закінчив Тбіліський технічний університет за спеціальністю «машинобудування» (1992), Військову Академію (1999). Проходив військовий вишкіл у Німеччині (1998, 2000) та США (2009).
Вступив до армії у 1993. Займав різні посади, включаючи начальника департамента розвідки J-2 Об'єднанного Штабу Збройних Сил Грузії (2011). З травня 2012 — військовий аташе Грузії в Україні, Молдові та Білорусі.
Став начальником Об'єднанного Штабу Збройних Сил Грузії 4 грудня 2012, знятий із посади 22 листопада 2013. Нині — представник Грузії в штаб-квартирі NATO.